# Burg Hoh-Andlau
Die Burg Hoh-Andlau (Hohandlau, französisch: Château du Haut-Andlau) ist die Ruine einer Höhenburg auf der Gemarkung der französischen Gemeinde Andlau im elsässischen Département Bas-Rhin. Mit ihren charakteristischen zwei Türmen ist sie ein weithin sichtbares Wahrzeichen der Umgebung und ein beliebtes Ausflugsziel. Sie gehört zu den bekannten Burgruinen im Elsass und steht nicht weit entfernt von der Spesburg.

## Geschichte

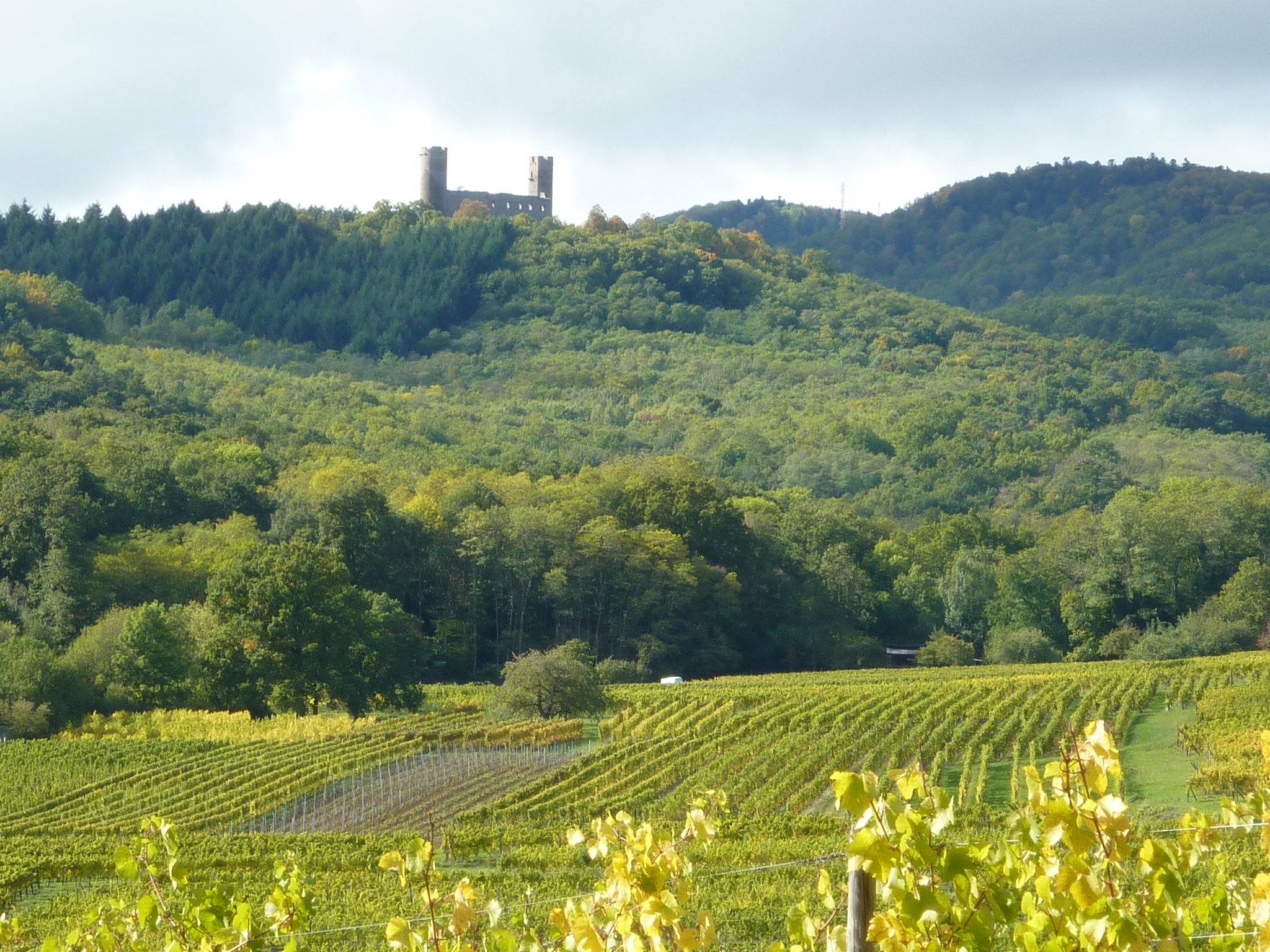
Blick nach Hoh-Andlau vom Zotzenberg, Mittelbergheim

Gebaut auf einem Granitbuckel in 451 Metern Höhe, beherrschte die Burg Hoh-Andlau die Täler der Andlau und der Kirneck. Mit ziemlicher Sicherheit ließ Eberhard von Andlau zwischen 1246 und 1264 die Burg errichten. Nach der Eroberung des Elsass wurde sie 1678 durch die Truppen des Marschalls von Créquy geplündert. Bis zur Französischen Revolution verblieb die Burg jedoch im Besitz der Grafen von Andlau und diente einem Förster oder Jagdhüter im Dienst der Familie als Wohnsitz.
Während der Revolution wurde die Burg mitsamt dem Gelände als nationales Gut beschlagnahmt und 1796 an einem Kaufmann verkauft, der nach 1806 die Burg an verschiedene Eigentümer weiterveräußerte. Nun wurden die Gebäude als Steinbruch genutzt, da man den mittelalterlichen Bauten gleichgültig gegenüberstand. Ganz im Sinne der Romantik kaufte Antoine-Henri von Andlau die Ruine 1818 und bewahrte sie damit vor der völligen Zerstörung. Größere Reparaturen erfolgten 1859, aber erst 1926 wurde die Ruine als historisches Monument klassifiziert und in den beiden folgenden Jahren durch die Initiative des Vogesenclubs grundlegend restauriert. Bis heute befindet sie sich im Besitz der Familie von Andlau. Ein Verein kümmert sich um ihre Erhaltung und Nutzung.

## Gebäude
Der mittelalterliche Palas umfasst zwei Stockwerke. Der hohe Teil wurde auf einer engen Felsnase errichtet und besitzt eine Breite von 25 Metern und eine Länge von 80 Metern von Südsüdost nach Nordnordwest. Er bildet ein langes Gebäude, mit einer Wohnung, die an jedem Ende an einen Turm von ungefähr zehn Metern Durchmesser grenzt. Das Gebäude wurde in einem Zug gebaut; nur am Geflügelhof nahm man im 16. Jahrhundert Änderungen vor. Wie bei der benachbarten Spesburg benutzte man als Baumaterial den vor Ort gewonnenen Granit aus den Vogesen.
Im Osten bildet ein steiler Bergabhang ein natürliches Hindernis für die Verteidigung, während die Burg auf der anderen Seite durch einen breiten und tiefen Graben, der in den Felsen gehauen wurde, geschützt ist.